# Paul Ahyi
Paul Ahyi est un sculpteur, architecte, peintre, graveur, architecte d'intérieur et auteur de nationalité togolaise. Il est né le 15 janvier 1930 et  est mort le 4 janvier 2010 à Lomé.

## Biographie
Paul Ahyi naît le 15 janvier 1930 au Togo. À partir de 1946, il fait ses études secondaires à Dakar, où il travaille également dans un cabinet d'architecture. Il se rend en France et obtient son diplôme supérieur de l'École des beaux-arts de Paris. Artiste polyvalent, Paul Ahyi est surtout connu pour ses peintures murales et pour ses sculptures monumentales en pierre, marbre et ciment.
Il est artiste officiel de l'État togolais. Ses œuvres sont connues sur le continent africain et dans le monde entier. Paul Ahyi est l’auteur du drapeau togolais,.
Il est connu pour ses œuvres d'art en plein air, ses reliefs et ses sculptures, dont ses contributions au monument de l'indépendance à Lomé, commémorant l'indépendance du Togo. On trouve d’autres sculptures et statues de lui sur des bâtiments et des parcs dans l’ensemble du Togo, ainsi qu’au Vatican, au Sénégal, au Bénin, en Côte d’Ivoire, au Nigéria et en Corée du Sud. Il crée également ses pièces en utilisant un large éventail de médiums et matériaux, notamment des bijoux, des poteries, des céramiques et des tapisseries. Il est également designer d'intérieur et créé des objets ménagers et des œuvres d'art.
Il meurt dans la nuit du 3 au 4 janvier 2010 à son domicile à Lomé.

## Publications
- (en) « Wooden Sculptures in Togo between 1894 and 1900 », Entente Africaine, n° 2 (1969), p. 66–68.

## Distinctions
- Officier de l'ordre des Arts et des Lettres
- Commandeur de l'ordre des Palmes académiques
- Officier de l'ordre du Mono (1970)[10]
- Commandeur de l'ordre national du Mérite du Togo (2006)[11]